# Xenolpium pacificum
Xenolpium pacificum es una especie de arácnido del orden Pseudoscorpionida de la familia Olpiidae. Presenta dos subespecies: Xenolpium pacificum norfolkense y Xenolpium pacificum pacificum.

## Distribución geográfica
Se encuentra en Nueva Guinea.